# Piotr Kowolik
Piotr Kowolik (ur. 22 lutego 1888 w Komprachcicach, zm. 26 października 1957 w Żyglinie) – polski duchowny rzymskokatolicki.
Absolwent Wydziału Teologicznego Śląskiego Uniwersytetu Fryderyka Wilhelma we Wrocławiu. Był proboszczem parafii Wniebowzięcia Najświętszej Maryi Panny w Czerwionce-Leszczynach (1928–1934), parafii Bożego Ciała w Zabrzu-Kończycach (1937–1940 i 1945–1953), parafii Narodzenia Najświętszej Maryi Panny w Miasteczku Śląskim (1956–1958).
Odznaczony Złotym Krzyżem Zasługi w 1952 i Krzyżem Kawalerskim Orderu Odrodzenia Polski w 1953, uchwałą Rady Państwa z 19 lipca 1954 został odznaczony Krzyżem Oficerskim Orderu Odrodzenia Polski za zasługi w pracy społecznej.